# Michel Fokine

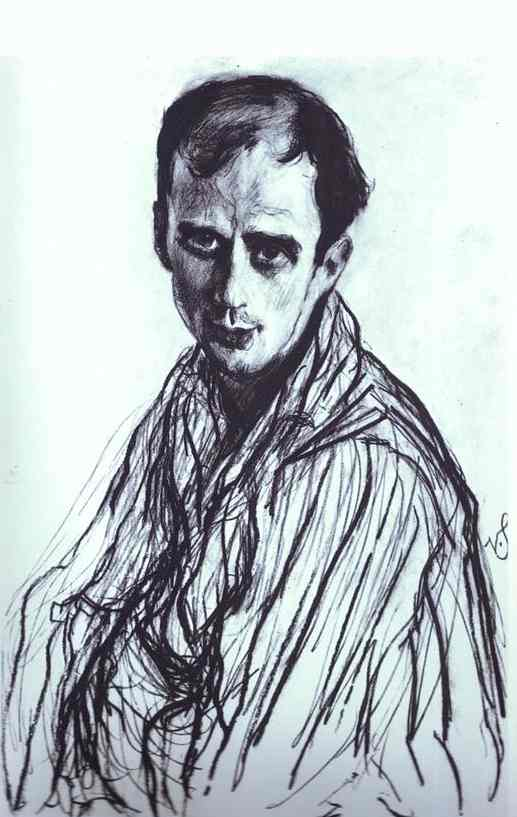
Michel Fokine, door Serov, 1909

Michel Fokine, ook wel Michail Fokine (Russisch: Михаил Михайлович Фокин; Michaíl Michájlovitsj Fokín) (Sint-Petersburg, 23 april 1880 – New York, 22 augustus 1942) was een Russisch-Amerikaans balletchoreograaf. Hij geldt wel als de grondlegger van het moderne ballet.

## Leven
Fokine kreeg zijn dansopleiding aan de bekende Keizerlijke Balletschool (nu Vaganova-school) te Sint-Petersburg. In 1898 debuteerde hij als balletdanser bij het Mariinskitheater in Paquita van Marius Petipa, samen met het Mariinskiballet. Vanaf 1902 werkte hij ook als docent aan de Balletschool en maakte indruk met choreografische creaties als Acis en Galatea (1905) en De stervende zwaan (1907), een solo uitgevoerd door Anna Pavlova.
In 1909 volgde Fokine Sergej Diaghilev naar Parijs en werd choreograaf bij de Ballets Russes. Hij verkreeg in korte tijd internationale roem met zijn uitvoeringen van de Polovetzer dansen (1909), Les Sylphides (1909), De vuurvogel (1910), Petroesjka (1911), Le spectre de la rose (1911) en Daphnis et Chloé (1912). In 1912 verliet Fokine de Ballets Russes, vooral omdat hij slecht kon opschieten met Vaslav Nijinsky en omdat hij afgunstig was op diens hechte relatie met Diaghilev. Met name het feit dat Diaghilev Nijinsky aanspoorde om ook zelf balletten te gaan maken, schoot Fokine daarbij in het verkeerde keelgat.
In 1914 had hij in Parijs veel succes met de eerste balletchoreografie van een opera: De gouden haan van Nikolaj Rimski-Korsakov.
In 1919 emigreerde Fokine na een kort verblijf in Zweden naar de Verenigde Staten. Daar werkte hij voor diverse prominente balletgezelschappen en startte een eigen balletschool. In 1932 werd hij Amerikaans staatsburger, hoewel hij in die periode ook nog regelmatig terugkeerde naar Europa. Tijdens zijn leven was hij verantwoordelijk voor de choreografie van meer dan zeventig balletten. De meeste van deze balletten worden nog steeds gespeeld. Voor velen geldt Fokine nog altijd als de beste balletchoreograaf ooit.

## Belangrijkste balletten
In Sint-Petersburg
- 1905 : Acis en Galatéa
- 1906 : Le Songe d'une nuit d'été, van Marius Petipa

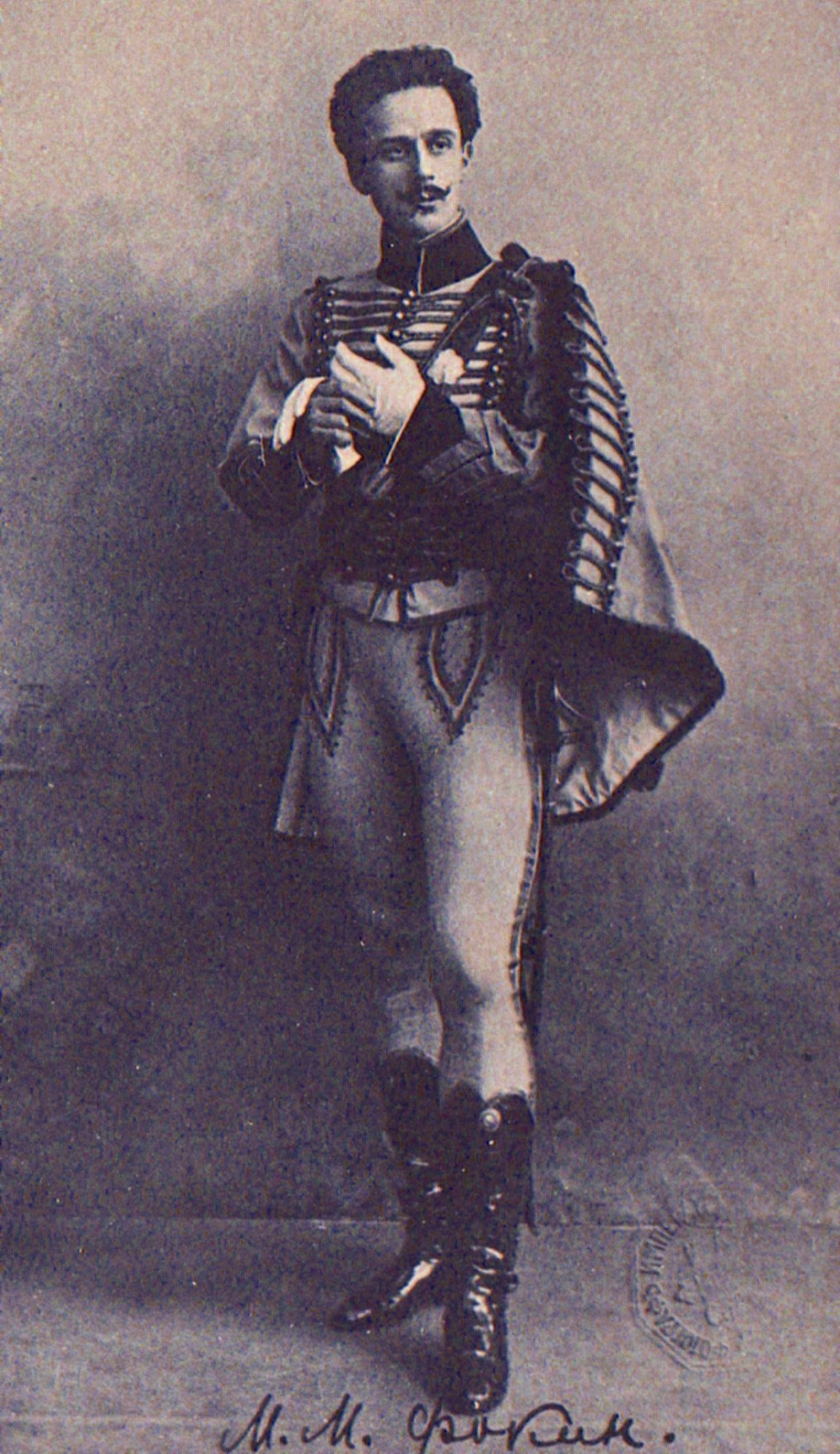
Fokine in Paquita, 1898

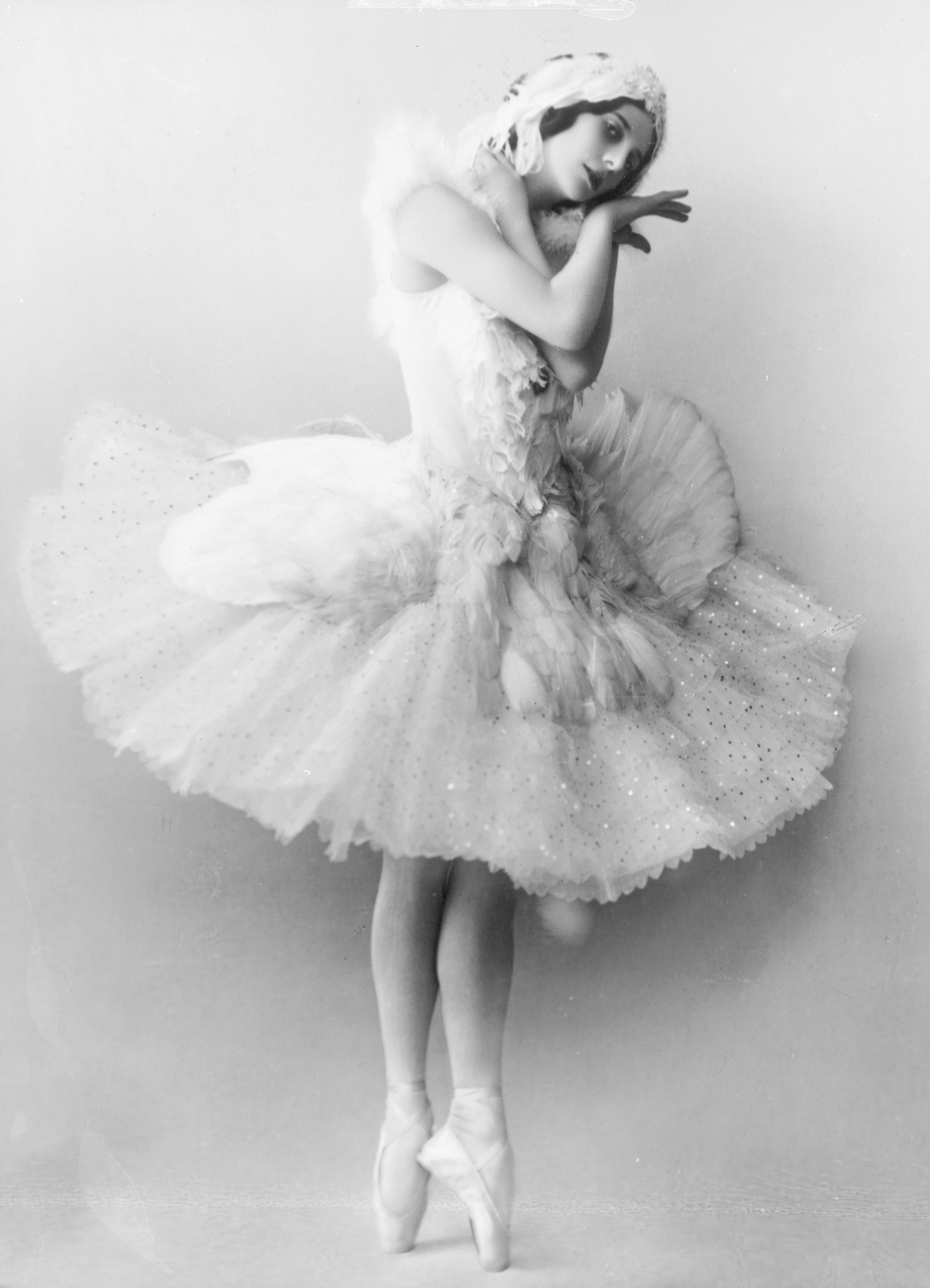
Pavlova, stervende zwaan, 1907

- 1907 : De stervende zwaan, solo voor Anna Pavlova
- 1915 : Le Rêve

Voor de Ballets Russes
- 1907 : Le pavillon d'Armide
- 1909 : Cleopatra, Polovetzer dansen en Les Sylphides
- 1910 : De vuurvogel, Sjeherazade en Carnaval
- 1911 : Petroesjka en Le spectre de la rose
- 1912 : Thamar, Daphnis et Chloé et Le dieu bleu
- 1914 : De gouden haan en La légende de Joseph

In Stockholm
- 1918 : Les Quatre Saisons

In New York
- 1921 : Le Rêve de la marquise
- 1922 : The Adventures of Harlequin
- 1924 : Les Elfes
- 1925 : The Immortal Pierrot
- 1942 : Russian Soldier

In Parijs
- 1934 : Diane de Poitiers
- 1935 : La Valse

In Monte-Carlo
- 1936 : L'Épreuve d'amour